# 瑕疵新娘角色列表
日本漫畫（日语：傷モノの花嫁，簡稱）為友麻碧擔綱原作，藤丸豆ノ介負責作畫的日本漫畫作品，該漫畫標題另譯作「失貞的新娘」、「傷物的新娘」，作品延伸推出友麻碧執筆的改編輕小說系列作品，擁有眾多由友麻碧和藤丸豆ノ介創作的登場角色。本列表列出該系列包含小說版和漫畫版在內的登場的架空角色列表，並附上該系列作中的對應設定用語註解。
※下列角色配音員名單為宣傳片和有聲漫畫版。角色和劇情介紹含小說版和漫畫版，相異處另附註。

## 創作和設計過程
本系列作的角色設計由作者友麻碧提供和奠定設計方向，繪者藤丸豆ノ介進行角色形象繪製。在男主角紅椿夜行的相關設計方面，友麻碧稱自己在2020年的時候，已經有創作主角身為吸血鬼的作品的初步構想，更在著作本系列作的期間，落實採用吸血鬼的相關概念構思和塑造主角，並表示夜行的角色外型設計基礎是取材自前作《淺草鬼妻日記》登場角色叶冬夜，原本預定將夜行設計為穿著日式服裝的形象，但因為更想看見藤丸豆ノ介繪製身著西式服裝的主角而改變設定方向，將夜行的「皇國陰陽寮」制服變更成西式風格。友麻碧和藤丸豆ノ介在作品公式設定集補充道，夜行的初期造型設計總計包含七個髮型版本，最終採用短髮造型定稿，並在日常的和服穿著搭配羽織和煙管，營造略帶惡役氣質的風格。在本系列作的漫畫宣傳片與有聲漫畫發行後，在漫畫宣傳片擔任旁白和飾演夜行的配音員梅原裕一郎在訪談中稱道，由於在宣傳片中的夜行僅有一句台詞，為此他在進行配音演繹時，特別留意如何僅用一句話便呈現夜行個性富含的包容性和稍微強硬的部分。
進行女主角白蓮寺菜菜緒的設計流程中，藤丸豆ノ介稱自己在過程中極盡所能探索菜菜緒的內心世界和力求不讓角色崩壞的詮釋方式，但在回顧這段過程時為自己呈交出大量的角色設計圖，導致友麻碧和編輯們必須費心檢視感到歉意。友麻碧指稱菜菜緒的角色形象設計方向，被設計成「表情豐富可愛的柔弱系女主角」，表示漫畫繪者藤丸豆ノ介在繪製該角色的容貌時，特意採用尖眼角和八字眉作為該角色的特徵。
在次要角色的設計上，藤丸豆ノ介自述在繪製女主角菜菜緒的表姊白蓮寺曉美的角色形象過程中，對該角色的顏藝尤其多番著墨。友麻碧針對登場角色白蓮寺麗人和白蓮寺曉美在作品中的顏藝表現，在個人「X」平台評稱為進行作品企劃時始料未及之處。

## 設定用語
- 註：此處僅針對世界觀設定進行概述。

靈力：本系列作世界觀中人類、妖怪、生物、物質蘊含的能量通稱，屬性、強度、含量依據個體而異，也會影響生存個體的靈能感知、恢復能力、實力和對咒術的抵抗力。作中的大和皇國將擁有靈力的道具通稱作「靈具」，人民在生活、技術應用、戰鬥與施術等領域泰半脫離不了靈力的運用。擁有高靈力的人類女性常成為妖怪獵食和染指的對象，其中部分女性能學習包含結界、封印、治癒、星讀（占星）、憑依五種領域的「五大咒術」。
妖怪和式神：妖怪是本系列作中的非人類存在，該世界觀裡的某些妖怪會危害人類的生命安全乃至於對被害者刻下視為所有物、僅有消滅加害妖怪才能消除的詛咒創傷標記「妖印」，甚至擄走人類女性為妻，但也有些妖怪與人類和睦相處，自願和人類通婚或締結契約成為其式神。成為式神的妖怪違逆契約者會遭受懲罰，也會被「五行結界」限制能力。靈力和實力遠超過普通妖怪且擁有較高地位統治妖怪群體的特殊種族個體通稱「大妖怪」，多數大妖怪棲居在「五行結界」外圍妖氣濃厚的地區。
「大和皇國」：本系列作世界觀中主要的故事舞台兼島國政權，作品中的多數主要人物出身地。該國設計藍本多半參考自現實日本的傳統文化、民間傳說和神話，還有日本歷史開國的政治設定。政治採取君主制和華族制度，許多技術融入陰陽學的運用。國境內的人類和妖怪自古代秉持共存理念，直至故事開始的50年前由於面對西洋國家的強權逼迫選擇開國，招致反對開國的妖怪抵抗，令人類和多數妖怪從此處於長期爭鬥狀態，隨著時間推移和開國引進西方技術與文化的影響，多數國民受文明開化的薰陶，思想觀念逐漸開化和開始反對迷信風氣，但是社會仍殘存著針對身分階級與妖怪的誤解歧視偏見的遺毒。國境設有防範強大妖怪入侵的防禦結界「五行結界」，其缺點是容易被弱小妖怪鑽入結界空隙，無法防禦結界內側原本存在或術士從結界內側召喚的妖怪，亦設有多處防禦型的小型結界與結界都市。座落國境和「五行結界」中央的「皇都」為國家首都兼政要經濟中心，同時是該國接收引進最多西洋技術和文化的地區。境內的神社「陰陽大神宮」是固定向國境居民敲鐘報時和舉辦皇家婚禮的地點。
「陰陽五家」、「陰陽後八家」、「陰陽末二十八家」 ：本系列作中「大和皇國」國境裡的退魔家族。其中「陰陽五家」為守護皇都與統治該國陰陽道界的前五大家族，肩負創立和維持守護國境免於強大妖怪入侵的「五行結界」的責任，但也為部份知曉內情者詬病普遍過於墨守成規與富有偏見觀念的價值觀。地位次之的前八名家族則是「陰陽後八家」，排行末位的家族則是「陰陽末二十八家」。退魔家族會受權勢更動、重大事件、成員功過等因素影響家族地位。故事起始時「陰陽五家」地位和實力排序由高至低為紅椿家、黑條家、翠天宮家、白蓮寺家、橙院家，白蓮寺家降級「陰陽後八家」末後段名次後，由前任「陰陽五家」兼時任「陰陽後八家」之首藤堂家遞補成為新任「陰陽五家」。其餘「陰陽後八家」分別為京極家、桃之井家、綠川家、青樹家、菊大路家、栗宮家、緋野家。
「皇國陰陽寮」和「陸軍」：本系列作中「大和皇國」的兩大主要維安組織，前者亦簡稱作「陰陽寮」，著重保護國民免於妖怪的危害。後者雖也會在妖怪危及國民時協助維安，但皇國陰陽寮和陸軍之間立場不合。

## 退魔家族

### 紅椿家
在本系列作中是敘事核心的子爵爵位退魔家族。依作品設定，其在爵位和實力上位居「陰陽五家」之首，並與「大和皇國」皇室訂有確保家族血脈延續的契約，負責鎮守皇都的東北方，在五行中代表火。紅椿家座落山茶花群生的靈脈之地，由於地理位置鄰近皇都且早期經濟富裕，該家族擁有相對較高的生活水平，並較早受到西方文化的影響，但近期面臨財務狀況。紅椿家因先祖封印危害人類的「大椿鬼」而受詛咒，後裔男性族人有機率會生為具有吸血自癒體質和優異體能戰鬥能力，並仰賴高靈力女性血液生存，被稱做「椿鬼」的存在。家族有讓「椿鬼」優先擔任家主的習慣，家史亦有「椿鬼」妻室因被吸血而陷入痛苦恐懼甚至死亡，或因嫉妒不安導致精神失衡的記錄。不擅戰鬥的男性成員在家族中可能會遭受輕視。
為執行退魔任務，紅椿家的成員分居於國境內各地。現任本家成員中，除了朱鷺子以外，大多數成員（包括嫁入紅椿家的白蓮寺菜菜緒）對願意效忠的妖怪抱持友善態度，使其成為人類與妖怪共存合作的「陰陽五家」範例。
白蓮寺菜菜緒 / 紅椿菜菜緒（Byakurenji Nanao / Benitsubaki Nanao，聲：羊宮妃那（有聲漫畫版））
為本系列作女主角及主要敘事角色，白蓮寺家分家出身。生日4月8日。登場時年齡為14歲（序篇），故事正篇初期為17歲，於麗人綁架事件滿18歲。其外貌特徵為黑色長髮和金色雙眼。菜菜緒性格溫柔善良且體恤他人，曾接受白蓮寺家新娘課程訓練，因此具備部分妖怪知識並擅長家務，尤其精於烹飪。她喜歡豆大福等甜食，不擅飲用咖啡和酒類。菜菜緒擁有能反彈他人詛咒的高等靈力，其親手製作的料理搭配不同食材，能補充並提升食用者的靈力和精力，同時具有調節身體和其他輔助作用，但本身不俱備「五大咒術」的適性。在故事中，上述技能和特質經常成為推進劇情或觸發事件的關鍵因素。
其靈力程度曾使她被族人安排和白蓮寺家次任本家當家麗人訂婚，但是她在15歲生日前被表姊曉美利用麗人贈送的髮簪陷害，誤踏出「五行結界」遭遇妖怪猩猩綁架，被大妖怪殘留的詛咒性傷痕「妖印」所標記，此事件導致她被族人孤立虐待強迫配戴施加厭惡咒術與封印「妖印」氣味的面具，並與原生家庭疏遠，失去婚約和原有的安穩生活造成身心受創，為求尋短刻意保留作為肇因的髮簪。受虐期間為謀求生存，她養成對食物的好奇心和累積許多食材相關知識，「妖印」在身亦使她帶有妖氣，遭遇敵對妖怪出沒或接觸妖氣時便會作痛，經常面臨被他人視為遭妖怪玷污的歧視。菜菜緒直至故事前期為保護被妖蟲攻擊的琴美而遭受本家人員誤解毆打時，獲得夜行解危並和他正式締結婚約嫁入紅椿家才得以脫離族人的虐待，她經由夜行提點戒除配戴面具的習慣，逐漸適應新生活拓展見識和結識人脈重拾對人性的信任，性格亦變得更為積極堅韌，與夜行互生情感扶持共度難關和經常提供自身血液給他。隨著劇情推進開始理解自身的靈力與「妖印」的特質，跟著小夜子學習「五大咒術」相關知識，在五行結界動亂篇對抗天狗群期間覺醒令近身接觸她的妖怪瞬間消滅的能力。
紅椿夜行（Benitsubaki Yako，聲：梅原裕一郎（宣傳片、有聲漫畫版））
本系列作男主角，外號「皇國的鬼神」、「皇都的英雄」，他是皇國陰陽寮退魔部隊壹番隊隊長，亦為紅椿家本家的次子兼現任當家。生日9月16日。故事正篇初期時25歲。其外貌特徵是黑色短髮與血紅色雙眼，常以衣物掩蓋長期作戰所留下的多處傷疤。夜行性格冷靜，偶爾顯露衝動，富有同理心和責任感，內在則較為孤獨，他視服侍自己的妖怪為家人和夥伴，討厭陰陽五家墨守成規的價值觀和心術不正者，作戰時傾向不顧自身安危。他喜歡香魚、咖啡、酒、巧克力和菜菜緒製作的料理，尤其是雞湯，討厭納豆。有抽菸草的習慣。其弱點為醉酒容易失態和不擅應對社交舞會。
夜行擅使武士刀和呼喚式神作戰，因為遺傳自先祖的詛咒吸血「椿鬼」體質，他能透過吸血汲取靈力以加速痊癒和提升戰鬥能力，亦可藉由血液判讀目標的靈力程度，同時俱備毒素抗性，但是受體質影響在恢復期和對血液飢渴時容易處於激動狀態，平常藉由陰陽醫療技術儲存完整保存靈力的備用血液應急兼顧及時制止吸血衝動。前述體質特性使他自幼受到母親朱鷺子的敵視，連帶和當時親近母親的兄長鷹夜疏遠並被前任婚約者忍解除婚約，仍獲得其餘家人的理解支持成為紅椿家本家當家。他曾在陰陽學校求學和擔任過十番隊的成員，皇國陰陽寮現任隊長們將夜行、一成、零時評價為「作戰實力前三名的隊長」、「三傻（日语：三馬鹿）」。
夜行與翠天宮家的英世、幸臣關係良好，他透過幸臣獲知菜菜緒的存在，為尋找能提供血液和成為伴侶的對象，在白蓮寺家邂逅並幫助為保護琴美而遭麗人、曉美誤解欺凌的菜菜緒解危說明詳情，對其心生好感和判斷出她的靈力資質，加著無法認同白蓮寺家排斥虐待她的作為，以提供豐厚聘禮為條件將菜菜緒迎娶進紅椿家。此後夜行承諾為菜菜緒除去刻下「妖印」的妖怪，雙方互相扶持生情，並以菜菜緒告知麗人贈送的髮簪是造成她被妖怪綁架殘留「妖印」和用於逃避現實尋短的物品化解誤會為契機，調查當年的妖怪綁架事件，陸續揭發制裁對他們不利的對象，為確保菜菜緒的人身安全準備安排她進入皇國陰陽寮學習防身術。受菜菜緒的影響和陸軍綾小路真澄、兄長鷹夜之間的關係有所緩和。五行結界動亂篇與同僚們聯合討伐武流（武井）和對抗大妖怪化的朱鷺子。
前鬼（Zenki，聲：江口拓也（有聲漫畫版））& 後鬼（Goki，聲：戶松遙（有聲漫畫版））
夜行的直屬式神夫妻檔，經常負責擔任護衛，夫妻倆支持著夜行和菜菜緒。丈夫前鬼個性愛開玩笑且俱備自信，知曉紅椿家財產開始面臨窘境的實情，同時是個妻管嚴，他的慣用武器為武士刀，是夜行持有式神中作戰實力最強和頻繁出戰者。妻子後鬼個性穩重且善解人意，對待紅椿家成員溫和親切，但會嚴厲糾正丈夫前鬼調戲夜行和菜菜緒的言行。她的慣用武器是短刀和暗器，平常兼任紅椿家的傭人總管職責。
故事初期兩者陪同造訪白蓮寺家的夜行接引菜菜緒，協助菜菜緒熟悉適應紅椿家的生活與陰陽五家的相關事物，此後時常勉勵提醒菜菜緒對夜行的重要性與影響力。由於夜行獲知菜菜緒為拾回麗人贈送的髮簪遭妖怪綁架和思及事件疑點，轉而派遣前鬼尋回髮簪進行調查，前鬼與烏亦幫助夜行逮捕綁架菜菜緒的麗人。在夜行等人平息妖怪襲擊華族晚會的事件後，後鬼提議陪同菜菜緒送便當給在皇國陰陽寮總部執勤的夜行，意外引發齋園寺忍和夜行、菜菜緒的感情糾紛。
烏（Karasu）
烏天狗，夜行的式神之一，本作形象是個長著黑色雙翼，將長髮綁起來的和服青年男子。慣用武器為武士刀。烏在紅椿家屬於資深式神，見證夜行的誕生與成長。外型雖年輕但已經育有兒孫輩，個性禮儀端正，深受夜行信賴，負責作戰和協助紅椿家的勞動，經常接受夜行委託前往遠方辦事，習慣順手帶回夜行喜愛的事物。與前鬼逮捕綁架菜菜緒的麗人。
狛犬（Komainu）、狐（Kitsune）、觸髏（Dokuro）
夜行的式神們。狛犬在本作形象是融合獅子與狗外型的生物；狐是大型妖狐；觸髏則是巨大的骸骨。三者主要負責作戰，其中狛犬和狐時常擔任護衛且相當親近夜行。
鬼火（Onihi）
服侍紅椿家的式神之一，負責替紅椿家維持浴室、淨身浴場和寢具的溫度。
貓（Neko）
化貓，服侍紅椿家的式神之一，擔任紅椿家的傭人，平常習慣男扮女裝，個性開朗直率悠哉。曾經在朱鷺子和鷹夜拜訪期間，因為出言評論朱鷺子遭鷹夜指責和施咒電擊倒下。支持著夜行和菜菜緒。
河童（Kappa）
外型迷你的河童群，喜歡撒嬌和小黃瓜，但也會接受他人施捨的食物，一旦頭頂的圓盤缺水乾涸將有生命危險。族群寄宿在紅椿家協助清掃庭院，作為向夜行討食物的交換條件。稱呼菜菜緒「新娘大人（日语：お嫁しゃま）」。
紅椿夜一郎（Benitsubaki Yaichirou）
夜行四兄妹的父親，皇國陰陽寮現任局長。故事正篇初期48歲，生日5月18日。夜一郎常配戴眼罩遮蓋左眼，處事公正，對多數家人態度親切。他因為公務繁忙較少返家，雖然關心著家人的動態，但在家庭關係方面容易有疏忽，被夜行認為「為了守護皇都捨棄自己的心」。喜歡牡丹鍋但討厭椎茸。過去夜一郎經由安排和不諳紅椿家習俗的朱鷺子成婚，長期對朱鷺子採取放任態度，啟蒙次子夜行進行戰鬥訓練並關注其戰力成長，但為此忽略了長子鷹夜，間接造成朱鷺子控制鷹夜的局面。在提拔夜行繼任紅椿家當家時與反對此事的朱鷺子發生爭執，表明若不接受則需要離開紅椿家，夫妻分居迄今仍對朱鷺子抱持同情之意。與鷹夜疏遠但肯定其研究才能，支持夜行和菜菜緒的婚姻。對白蓮寺家利用靈力高的女子和「陰陽五家」聯姻提高地位持批判態度。
夜一郎在夜行揭發曉美陷害菜菜緒踏出五行結界的罪行後，現身指揮紅椿家百鬼逮捕曉美將其投入獄中服刑，向菜菜緒說明紅椿家新娘的處境和夜行的經歷，感謝她願意接納夜行，安排兩者在陰陽大神宮舉辦婚禮。他協助夜行調查菜菜緒過往被妖怪綁架的真相，暗中主導誘捕麗人的行動。小說第2卷補述齋園寺家提出讓忍和夜行再度訂婚時，夜一郎代表夜行予以拒絕。五行結界動亂篇為鷹夜物色婚事對象，被朱鷺子阻撓，參與討伐武流（武井）與命令夜行討伐大妖怪化的朱鷺子，坦承自己長期忙於公務忽略家庭、放任朱鷺子釀成她傷害鷹夜的錯誤和對子女們抱持重望，經過亞門勸諫同意夜行優先救回被武流擄走的菜菜緒。
𡆬（Eye）、朱鬼（Shuki）
夜一郎的式神。前者種族為百目童子，外型是留著白色長髮的年長者，個性沉穩富智慧，擁有能夠回朔讀取物品記憶的能力；後者外型是穿著和服的持傘長髮少女。兩者均為支持夜行成長的紅椿家成員。本篇裡夜一郎授意𡆬調查菜菜緒當年在妖怪猩猩綁架事件遺落的髮簪，試圖還原事件真相，事後𡆬吐槽夜一郎在設局逮捕麗人的過程中，將菜菜緒當成誘餌引誘對方落入圈套的作為。
紅椿朱鷺子（Benitsubaki Tokiko，聲：戶松遙（宣傳片））
夜行四兄妹的母親，亦是夜一郎的正妻及前任已故「大和皇國」皇帝的姪女。在紅椿家設立「血之新娘」制度前，她是提供夜行血液的對象。故事正篇初期42歲，生日2月25日。在系列作中的朱鷺子被描述為對「陰陽五家」的知識缺乏興趣且厭惡妖怪，在紅椿家鮮少親近他人和參與事務，習慣以身份地位衡量他人價值。喜歡燉菜但討厭帶骨的魚料理。皇室出身，為皇族父親與將軍家出身的母親所生，因母方家族祖先和大妖怪滑瓢通婚，擁有被夜一郎評為高於常人的靈力與部份滑瓢的血統，還有能夠藏匿氣息身形乃至於從他人記憶消除自身存在的能力。她在皇室生活的少女時期原為天真開朗的性格，繼承已故母親所遺留、能隱藏使用者身形行蹤的「滑瓢的贈禮」（分別為打掛、耳飾、丹藥），她在不理解紅椿家內情但被前任皇帝賦予「產下英雄後裔」的責任而許配給夜一郎，但在前代「椿鬼」逝世、生下身為「椿鬼」的次子夜行後，對遺傳吸血體質的夜行感到恐懼與敵意，性格轉為富於控制慾且自視甚高，屢度派遣刺客和投毒試圖殺害對方，亦曾經告誡夜行的前任婚約者忍切勿和他成婚。她也被描繪成過度溺愛保護乃至於控制長子鷹夜，致其無法參與前線戰鬥和人際視野受限，為此對夜行繼任紅椿家當家和夜一郎感到不滿，偕同鷹夜和部份傭人們居住在別墅生活，有意與夜一郎離婚。是牽線安排鷹夜與忍締結政治婚約的中間者。
朱鷺子堅決否定夜行擔任當家與被她視為失貞之人的菜菜緒嫁入紅椿家，她在妖怪襲擊華族晚會事件經由鷹夜保護離場，為忍單方解除婚約並再度接近夜行表示不滿，暗地與武流（武井）串通密謀除掉夜行和菜菜緒，執意操控鷹夜的生涯規畫。被鷹夜兩度指出其觀念與行為的錯誤後，她將「滑瓢的贈禮」裡的打掛與耳飾借給武流執行計劃，趁著大江戶花火大會襲擊被武流列入鷹夜潛在婚戀對象調查報告的日向，反傷及鷹夜並被日向譴責導致情緒崩潰逃離現場，服用藥物變成大妖怪滑瓢型態攻擊夜行等人。
名字來源取自朱鷺。
紅椿鷹夜（Benitsubaki Takaya，聲：西山宏太朗（漫畫單行本第8卷宣傳紀念片））
夜行的兄長，紅椿家本家的嫡長子，擔任皇國陰陽寮第一研究室的所長。故事正篇初期26歲，生日6月11日。鷹夜勤奮聰明，具備源於家族的高度靈能感知力。他自幼與母親朱鷺子關係密切，受其溺愛保護和思維行動上的控制，由於非「椿鬼」之身和缺乏戰鬥能力，他曾受父親夜一郎忽視，亦在弟弟夜行嶄露頭角並在紅椿家本家指定次任家主時，由夜行取替他的位置，憑藉著好學精於研究的精神與陰陽學的知識貢獻獲得父親與弟弟的認可，並肯定夜行在守護國民方面的重要性。為了避免母親失控及在紅椿家陷於孤立，鷹夜顧及家庭平衡成為唯一自願陪伴和忍受母親控制的紅椿家成員，但他不認同母親的心理與思維。他主要專精研究防禦妖怪的領域，擅長開發靈能道具（靈具），其知識與發明的靈具在故事中常推動情節發展。
故事前期的鷹夜經由母親安排和夜行的前任婚約者忍訂婚，受母親的影響表現高傲，對身為家主的夜行迎娶被視為失貞之人的菜菜緒感到錯愕和鄙視，但見證菜菜緒受朱鷺子刁難時展現的精神力和靈力水準後，開始對她改觀。妖怪襲擊華族晚會事件選擇優先保護母親離場，被忍單方解除婚約實質慶幸擺脫觀念不合的對方。隨著劇情推進逐漸顯現替他人設想和溫柔聰慧、重視責任感及富於常識的一面，私訪菜菜緒交給她防身靈具「竹籃珠」期間獲得對方肯定他的發明才華和努力精神，立場轉為支持菜菜緒並改善和夜行的關係。此後渴望擁有價值觀相符和互相平等尊重的親密伴侶，正視自己長期忍讓逃避造成家庭內部分裂與自我發展受限，正式反抗母親的思維和行動。在隊長會議向隊長們解釋菜菜緒天生過人靈力素質的實情化解誤會，於大江戶花火大會為保護被朱鷺子襲擊的日向而負傷入院接受治療，判讀「竹籃珠」信號位置指示夜行前往箱根地區救出菜菜緒。
紅椿小夜子 / 黑條小夜子（Benitsubaki Sayoko/Kokujo Sayoko）
夜行的大妹，紅椿家本家的長女，參番隊所屬人員。故事正篇初期21歲，生日7月20日。小夜子平常為人堅韌賢淑，但偶爾也會對兩位兄長有嚴厲或直接的言辭。她和母親除外的多數家人關係良好。作者友麻碧在「X」平台補述小夜子的丈夫是黒条家長子，同時是參番隊副隊長黒条夏夜的兄長。婚後改從夫家姓，師從黑條卑彌子習得「五大咒術」。受父親指示協助籌辦夜行和菜菜緒的婚禮，支持著夜行和菜菜緒。五行結界動亂篇隨同卑彌子出席隊長會議，遵從卑彌子的指示協助指導菜菜緒學習「五大咒術」相關知識，她認為菜菜緒擁有特殊的靈力特質，憑其靈力程度必有發揮之處。
紅椿夜櫻（Benitsubaki Yozakura）
夜行的小妹，紅椿家本家的次女，在本家四兄妹裡排行末妹。故事正篇初期年齡17歲，生日4月25日。夜櫻個性開朗，她和母親除外的多數家人關係良好。在公式設定集揭示在海外（英國）留學中。
長澤（Nagasawa）
在紅椿家別墅服侍朱鷺子和鷹夜的年長傭人。在朱鷺子感嘆嫁入紅椿家為人母以來的心態變化時關切對方。
大椿鬼（Ootsubakioni）
紅椿家的關鍵角色，被夜一郎稱為實力強大的吸血惡鬼。過去在大和皇國未建國時威脅人類安危，紅椿家的祖先以自己身軀為代價將其封印後，詛咒紅椿家世代誕下擁有吸血體質的後代。

### 黑條家
本作設定為排行「陰陽五家」第二位，鎮守皇都東南方的家族。代表五行中的土。該氏族世代掌管「五行結界」中央的神社「陰陽大神宮」。與紅椿家為姻親關係。
紅椿小夜子 / 黑條小夜子
詳參#紅椿家
黑條夏彦（Kokujo Natsuhiko）
皇國陰陽寮退魔部隊参番隊（主要負責結界的部隊）副隊長，卑彌子的孫子。右邊瀏海綁單短辮的青年，擅長使用咒術。作者友麻碧在「X」平台補述夏彥的兄長是黑條家的長子，後者同時是小夜子的丈夫。他在五行結界動亂篇出席隊長會議討論應對武井的策略，由於菜菜緒在現場被檢測出高靈力反應而一度處於警戒狀態，及時因為鷹夜出面解釋化解誤會。在武流（武井）和朱鷺子分別於大江戶花火大會期間發動襲擊後，命令成員在撤離所有居民的淺草地區張開維持三天的封鎖結界防止朱鷺子逃走。
黑條卑彌子（Kokujo Himiko）
外號「皇國的守護神」，皇國陰陽寮退魔部隊参番隊（主要負責結界的部隊）隊長。故事正篇初期69歲。她是時任皇國陰陽寮退魔部隊隊長裡最年長資深者，同時是夏彦的祖母兼小夜子等人的師傅。卑彌子為人睿智，平常待人慈善可親且恭敬有禮，但對待孫子夏彥則相對嚴格。她的靈力程度經過皇國陰陽寮檢定被鷹夜評論為「歷代隊長中最高紀錄者」，在「五大咒術」系統中尤其俱備「結界之才」，為此自故事開始的50年前便成為黑條家負責張開和維持「五行結界」運作的關鍵人物。作品中設定其在「大和皇國」的陰陽界具有舉足輕重的地位和影響力，連皇國陰陽寮局長與其餘退魔部隊隊長們也對她敬重有加，然而年事已高也令她對後繼無人和培養次世代感到急迫。
她在五行結界動亂篇介入隊長會議替被檢測出高靈力和妖氣反應的菜菜緒緩頰，協助檢視並指稱對方被妖怪殘留的「妖印」混雜着複雜的大妖怪妖氣，說明有關「五大咒術」的概念和允諾深入調查，給予啟示之餘請求菜菜緒成為皇國陰陽寮的助力，指派小夜子輔助指導菜菜緒學習「五大咒術」。

### 翠天宮家
本作設定為排行「陰陽五家」第三位，鎮守皇都西北方的家族，代表五行中的水。該氏族為「大和皇國」精於陰陽醫療學識技術的名門，部分成員均陸續和夜行、菜菜緒交好，與藤堂家有親戚關係。
翠天宮英世（Suitengu Hideyo）
皇都的皇國陰陽寮附屬醫院駐診外科醫生，翠天宮家分家現任當家，他是幸臣的父親。英世為人正直且宅心仁厚，秉持開明先進的思維與價值觀，反對民間針對妖怪的各式迷信和偏見。他自夜行年幼時期便開始見證對方的成長，在國外學習先進醫術後歸國，將西洋的醫術和異術結合運用，其人格觀念和高明的醫術令他深得夜行和菜菜緒的信賴，被夜行評為「墨守成規的五家人裡稀有的存在」。英世在夜行首度陪同菜菜緒求診期間，分析診斷後者被妖怪刻下的「妖印」，給她開藥掩蓋「妖印」的氣息並譴責白蓮寺一族的落後迷信觀念，指出唯有除掉對她刻下「妖印」的妖怪，才能讓「妖印」徹底消失，同時給予菜菜緒為人處事的啟示，要求夜行珍惜菜菜緒，此後經常成為兩者諮詢醫療問題的對象。對幸臣尚未決定結婚人選感到煩惱。
翠天宮幸臣（Suitengu Yukiomi）
皇國陰陽寮退魔部隊四番隊諜報部成員，翠天宮家分家次任當家，他是英世的兒子兼藤堂瑪利亞的姨甥，同時是夜行的摯交好友兼同僚，母方祖母是英國人。故事正篇初期25歲，生日11月28日。幸臣被描述為開朗風流，喜歡年上系女子和人妻的青年，他時常戲弄調侃夜行，實則為人明理鎮靜擅長分析，擁有能夠迅速掌握情報的能力，同時對人民出於對妖怪的恐懼產生偏見的狀態感到無奈，不認同「陰陽五家」的制約。幸臣知曉白蓮寺家的醜聞，向夜行透露白蓮寺家存在著「被猩猩擄走刻上『妖印』，被迫配戴猿猴面具且擁有強大靈力的少女」的消息，促成夜行和菜菜緒相識，亦在白蓮寺家被懲處降格後，向夜行和菜菜緒透露相關動態，建議夜行讓菜菜緒學習防身技巧。五行結界動亂篇奉隊長桃之井亞門的指示，轉達隊長請求菜菜緒協助合作的訊息，將她帶往隊長會議現場，在大江戶花火大會向夜一郎通報朱鷺子襲擊鷹夜的事態。
翠天宮沙羅（Suitengu Sara）
外號「皇國的詩姬」，皇國陰陽寮退魔部隊五番隊隊長，外型是短髮和雙瞳皆為藍色的年輕女性。故事正篇初期24歲。作者友麻碧在「X」平台補述沙羅是翠天宮本家的女性繼承者，同時是英世、幸臣的親戚。作為翠天宮本家總領的獨生女兼家族繼承人，她需要招募上門夫婿，將身為同僚的蓮太郎視為理想對象，但對方毫無知覺。沙羅平常為人斯文和善且重視原則，關懷部屬，偶爾會顯現強硬的一面，並有著被形容為「優美」的聲線。喜歡天婦羅、梅酒、御手洗糰子。她自幼接受戰鬥訓練，擅使刀作戰與藉著談話蒐集情報，此外她還擁有蘊含靈魂能量的聲音與「五大咒術」中的「憑依之才」，能召喚靈體附身並與冥界的靈魂溝通，甚至能透過呼喚目標的真名達成直擊靈魂主導對話讓目標強制回應的效果。弱點是不擅掌廚和掃除家務，還有應對性情自大的對象。
她在五行結界動亂篇出席隊長會議討論應對武井的策略，由於菜菜緒在現場被檢測出高靈力反應而一度處於警戒狀態，及時因為鷹夜出面解釋化解誤會，偕同瑪利亞出手教訓對菜菜緒作出冒犯舉動的亞門，亦開始和菜菜緒交好並參與討伐武流（武井）的行動，與鷹夜在內的負傷成員入院治療。

### 白蓮寺家
本系列作故事第一章「白蓮寺家篇」的主要事件相關團體，亦是菜菜緒的原生氏族。故事初期排行「陰陽五家」第四位，鎮守皇都的北方，代表五行中的木。作中設定該族群主要群居在神聖群山靈脈匯聚的「白蓮寺之鄉」過著傳統鄉村生活，以精於咒術和經常出現擁有高等靈力的女性、常成為其他家族物色妻室的拜訪對象著稱。白蓮寺家覬覦著「陰陽五家」之首的地位，經常利用出嫁女性擔任間諜刺探情報，族群社會重男輕女秉持靈力至上主義，女性族人離鄉機會受限且趨向憧憬外界生活，但是過度傳統迷信重視利益和極端精神潔癖的社會風氣造成多數族人對妖怪和外界的認知不甚理解，甚至會孤立迫害遭妖怪染指者。
在曉美和麗人被揭發惡行，連帶牽扯出族裡長年累積的諸多罪狀後，族群遭受公私方面的嚴懲降格為「陰陽後八家」末後段名次和經濟陷入困境，本家正式崩壞。許多擔任間諜的出嫁女性被遣返家鄉，其他家族不再願意和白蓮寺家聯姻。目前由重返「陰陽五家」的藤堂家現任當家兼「皇國陰陽寮」八番隊隊長藤堂瑪利亞帶領所屬番隊進駐領地，看守五行結界和監視白蓮寺族人。
白蓮寺間人（Byakurenji Hashihito）、白蓮寺清人（Byakurenji Kyohito）、白蓮寺富美子（Byakurenji Tomiko）
間人是麗人的祖父兼菜菜緒父親的親戚、白蓮寺家隱者兼前任本家當家，經常參與族人的重要事件，知曉紅椿家有關「椿鬼」的內情。清人是麗人的父親、白蓮寺家本家時任當家，故事初期42歲，生日10月21日，個性傳統不近人情。富美子是麗人的母親、清人的正妻，故事正篇初期40歲，生日8月21日，個性嚴厲迷信。在菜菜緒被妖怪殘留「妖印」後，清人顧及她的容貌會引發族人同情，強迫她必須配戴施加厭惡咒語與防範妖氣外洩的猿猴面具遮掩面容，三者偕同多數族人排擠對方。富美子對身為白蓮寺家人妻的曉美未能盡責頗有不滿，但關切著孫女琴美。
故事初期富美子在妖蟲襲擊事件出面看護受傷的琴美，在白蓮寺家為夜行宣佈迎娶菜菜緒一事召開家族會議期間，清人與富美子因偏見和維護家族血統，反對麗人將菜菜緒納為側室，促成夜行和菜菜緒的婚事。間人透露紅椿家的內情、富美子批評曉美怠慢自身義務未能及時阻止妖蟲入侵，分別加劇麗人奪回菜菜緒的想法與曉美的不滿，清人亦因為試圖阻止麗人奪回菜菜緒，反被其設計短暫陷入昏睡。後續間人和清人為麗人嘗試綁架菜菜緒的事件登門向夜行賠罪，並主導放逐曉美的行動。最終麗人在本家宅邸縱火並刺傷嘗試制止他的清人，間人在逃跑時腿部骨折，富美子則因受打擊，從此臥床不起。
白蓮寺菜菜緒的家人
白蓮寺分家成員，菜菜緒的父母和手足，據菜菜緒形容因為工作時常外出的父親，是啟蒙她對外界抱持好奇心的人，小說版第1卷與公式設定集補述菜菜緒的父親是從其他陰陽家族入贅的人員，同時是前代白蓮寺本家當家間人的親戚。原本菜菜緒的父母疼愛且對菜菜緒抱持重望，但在族人開始虐待被大妖怪殘留「妖印」的菜菜緒後，夫妻倆為了確保其他孩子不被牽連特意對她保持距離，連菜菜緒的母親也採取置之不理的態度，只有菜菜緒的父親仍在私底下攜帶生活物資探視關切菜菜緒。在夜行迎娶菜菜緒當日，菜菜緒的父母躲在族人的圍觀行列中目送她離開家族，此後未再和菜菜緒聯絡。
白蓮寺菜菜緒
詳參#紅椿家
白蓮寺麗人（Byakurenji Reito，聲：江口拓也（有聲漫畫版））
菜菜緒的初戀對象及原未婚夫，白蓮寺家本家次任當家，故事正篇初期22歲→23歲，生日5月30日。他表面文雅，實質上是重度迷信和有潔癖的青年，常推卸責任並以自身利益為優先考量。擅長施展結界和影響目標意識的咒術。少年時期奉家族之命和菜菜緒訂婚，但隨著她被妖怪綁架殘留「妖印」導致婚約作廢而失去好感，跟著多數族人向她落井下石。雖然不喜歡曉美，仍基於次任當家的義務娶其為妻並育有一女琴美，對曉美怠慢家庭責任及導致女兒琴美靈力低弱頗有怨言。
在妖蟲襲擊事件中，麗人聽信曉美的說詞出手掌摑菜菜緒，導致其負傷和附加厭惡咒術的面具掉落，連同曉美被夜行制止始理解妖蟲入侵的真相，他對久違展現容貌的菜菜緒復生情愫和控制慾，在家族會議反對將她許配給夜行，加著獲知紅椿家新娘必須提供血液給「椿鬼」而嘗試奪回對方，在皇都帶琴美求醫期間意圖破壞夜行與菜菜緒的關係，但也因此讓菜菜緒向夜行坦白不願返回白蓮寺家與麗人贈送的髮簪引發妖怪綁架事件的真相。後來他拋棄曉美和反抗父親，出手綁架菜菜緒和準備消去她被妖怪擄走後的所有記憶未遂，被夜行與式神們救出菜菜緒而獲罪入獄，自身受菜菜緒反彈詛咒影響造成精神失常，最終麗人經由家族支付巨額保釋金返回村莊，無視曉美被流放，在家宅縱火作出過激行為而遭受軟禁和嚴密監視。
白蓮寺曉美（Byakurenji Akemi，聲：戶松遙（有聲漫畫版））
菜菜緒的表姐，亦是麗人的正妻，故事正篇初期18歲→19歲，生日12月31日。。她對自身外貌和靈力程度有相當自信，但性格上呈現善嫉、具心機和短視等特點。出身白蓮寺家分家，雙親擔任族中要職。她曾是本家少主新娘候選人，因嫉妒菜菜緒被許配給麗人，遂盜取麗人贈送菜菜緒的髮簪，以此誘導菜菜緒離開「五行結界」，此舉被認為是導致菜菜緒被妖怪綁架殘留「妖印」與受族人孤立迫害的起因。她與麗人維持著有名無實的婚姻，育有一女琴美，長期虐待使喚菜菜緒。由於經常推卸育兒等責任及無理虐待傭人，她在本家成員間評價不佳。
在妖蟲襲擊事件中，曉美誤認菜菜緒意圖對琴美不利，為此對其施暴和誤導麗人懲戒菜菜緒，夜行介入制止兩者和揭露曉美長期讓菜菜緒代勞掌廚的事實，使她遭受本家責備而心生怨恨。當麗人在皇都斥責曉美貶低菜菜緒和的行為與不良品行，解除她的正妻地位和告知紅椿家側室須為「椿鬼」奉獻血液的內情後，曉美藉著躲雨名義踏進紅椿家再度貶損菜菜緒並試圖接近夜行，因被夜行拒絕、菜菜緒勸諭其認清被麗人拋棄的現實，出於衝動洩漏和被夜行套問揭露了陷害菜菜緒的作為，夜一郎以強制他人走出結界形同意圖謀殺和影響「五行結界」運作的罪名將她逮捕入獄，最終族人為向皇國陰陽寮請求從寬處理以保住麗人，將已失婚的曉美視為系列事件主要責任人並加以流放。
在小說版第1卷與第2卷的補充劇情中，曉美藉由使喚菜菜緒代為掌廚爭取到與麗人成婚的機會。她被紅椿家揭發陷害菜菜緒的作為而入獄，因為父母無力支付保釋金而被監禁。她與休棄她的麗人相互指謫兼煽動他奪回菜菜緒（漫畫版則是麗人自主展開綁架行動），最終她被施加無法進入皇都的限制咒術並被族人流放，去向不明。
白蓮寺琴美（Byakurenji Koyomi）
麗人和曉美的女兒，菜菜緒的表甥女，尚在襁褓中的女嬰。故事正篇初期6個月大，生日10月5日。靈力低弱，長期被曉美交給保母照顧。在妖蟲襲擊事件連同傭人被妖蟲咬傷，導致菜菜緒為了保護她被妖蟲攻擊受傷和遭受麗人、曉美誤解毆打，由於夜行出面制止和說明妖蟲入侵的真相才釐清誤會，被麗人、曉美、富美子帶往皇都的皇國陰陽寮附屬醫院治療殘留的傷勢。在白蓮寺家降級「陰陽後八家」和本家崩壞後，交由藤堂瑪利亞照顧。
槙乃（Makino，聲：三木晶）
白蓮寺家的中年女傭，已婚，名字在小說版第1卷提及。偕同多數白蓮寺家成員排擠並使喚被刻下「妖印」的菜菜緒從事勞務，顧及菜菜緒的身份不容見於白蓮寺家和曉美需要她代為準備當家膳食，僅給她微薄的糧食。在夜行拜訪白蓮寺家訪物色新娘人選的期間，曾向菜菜緒誆稱夜行會將被視為不潔之人予以斬殺，要求她不得在夜行面前露面。
「白蓮寺家的新娘」
通指從白蓮寺家出嫁，擔任間諜刺探情報並向白蓮寺家回報的女子。在漫畫版本篇由其中一名女子負責向麗人匯報偵查動態和曉美試圖接近紅椿家的事件，輔助麗人設局綁架菜菜緒兼代為向曉美傳達離婚訊息，小說版第1卷則是由麗人親訪入獄的曉美同時宣布離婚訊息。
白蓮寺宗佑（Byakurenji Sosuke）
白蓮寺分家出身，菜菜緒在「白蓮寺之鄉」的鄰居和兒時玩伴。宗佑見聞廣泛，他在菜菜緒被妖怪綁架殘留「妖印」前便與之要好，但由於極度討厭自己的家鄉，於故事開始的五年前離鄉背井在皇國陰陽寮任職六番隊成員，為少數未參與欺凌菜菜緒的白蓮寺族人，也會時常糾正隊長一成的舉動。於五行結界動亂篇與菜菜緒重逢，其白蓮寺家出身的背景一度喚起夜行的戒心，經由一成解釋釐清誤會。後續被夜行傳喚追問兩者關係並施加職權騷擾。

### 橙院家
本作故事初期設定為排行「陰陽五家」第五位，鎮守皇都西南方的家族，代表五行中的金。該氏族守護的結界區域接近天狗領地，族人主要擅長禁忌咒術和包含不同國度的咒術，藉此創造族人特有的咒術，但同時存在諸如販賣人口作為吸引妖怪的活餌、捕捉妖怪交易等陋習。
武井 / 橙院武流（Takei / Daidaiin Takeru）
橙院武流為故事第二章「齋園寺忍篇」和故事第三章「五行結界動亂篇」的主要反派角色之一。故事正篇前期他使用「武井」的假名擔任齋園寺家的隨從兼殺手，暗地進行人口販賣綁架等作為，其真實身份是橙院家前代族長與年輕侍女有染私生的五男，也是螢流的雙胞胎兄長。他身上刺有能讓式神抵銷傷害但會削減壽命的防禦咒術紋身，精通包含陰陽術「蠱毒」在內的禁術與五行結界技術，並持有「召喚之笛」等招引妖怪的靈具。他對式神表現輕蔑態度且憎恨權貴與橙院家，為人攻於心計，唯獨對妹妹螢流關愛有加。多年前，因前代族長正妻的排擠迫害，武流與螢流經歷母親被出賣給商人作為妖怪的誘餌與父親離世，相依為命之餘飽受族人排斥虐待。武流自幼展現咒術天賦，習得橙院氏族的咒術與禁術，在準備離開家鄉前往陰陽學校求學前發現螢流失蹤，獲悉螢流被本家族人出賣作為活人餌，憤而殺害包含前代族長正妻在內的本家族人，為了拯救被妖怪重創的螢流，他聽從大天狗族長外法的指示帶著螢流踏出五行結界，外法救治螢流卻將她扣留為人質，重創並救活武流警告他不得輕舉妄動，迫使武流同意物色靈力更高的女子獻給外法作為交換螢流回歸的條件。在故事開始的兩年前，他化名「武井」受聘於齋園寺公爵建立互為利用的合作關係，並多次執行暗殺任務。他對橙院家及華族的憎恨加深，並對皇國陰陽寮未能及時協助他與妹妹表現出強烈的不滿。
武流曾陪同忍前往皇國陰陽寮總部拜訪夜行，並私自在皇都犯下多起綁架女子的事件，他接受朱鷺子的委託策畫謀殺夜行，加之自身覬覦菜菜緒，將「召喚之笛」交給忍和利用她的忌妒心設局召喚妖怪危及皇都民眾，試圖對菜菜緒和夜行不利。計劃失敗後遺留齋園寺公爵的罪證檔案逃出醫院並遭受當局追緝，為調查出菜菜緒身上「妖印」的秘密，他有意利用朱鷺子達成目的，同時避免與夜行正面衝突。
在五行結界動亂篇中，他從朱鷺子手裡借用「滑瓢的贈禮」中的耳飾與打掛，準備將菜菜緒獻給大天狗以換回螢流，他襲擊大江戶花火大會期間被沙羅用言靈強制逼供綁架菜菜緒的意圖，遭一成施展雷擊重傷脫逃，趁隙介入夜行和朱鷺子的決鬥擄走菜菜緒，但在與外法交涉時被對方交還螢流的遺骨而得知妹妹身亡的真相，悲憤之下轉而反抗外法。他偕同菜菜緒逃避天狗群追擊期間服用她烹飪的食物恢復健康，對其改觀並幫助她引開天狗，將「滑瓢的打掛」借給菜菜緒指引她逃跑，被皇國陰陽寮成員逮捕，夜行告知武流皇國陰陽寮考量其此前犯罪刑責與兄妹倆的遭遇，提出讓沙羅協助短暫召喚螢流的靈魂與他相會，作為讓武流協助制服化身大妖怪滑瓢型態的朱鷺子的交換條件。
猩猩（猩猩，Shōjō）
外型似巨型猿猴但有雙股尾部，為天狗的眷屬，會綁架和對高靈力的女性被害者殘留「妖印」，為故事序篇綁架菜菜緒的妖怪。故事第二章被武井召喚襲擊菜菜緒，被夜行斬殺，五行結界動亂篇卑彌子檢測分析菜菜緒額頭的「妖印」並指稱殘留部分猩猩的氣息，其餘隊長判定該妖怪並非向她刻下「妖印」的肇因。
泥田坊（泥田坊，Dorotabō）
外型由泥土構成的獨眼妖怪，武井能依據用途選擇召喚部分軀體或整體，作為坐騎、作戰、創造分身等用途。
橙院螢流（Daidaiin Hotaru）
螢流是橙院武流（武井）的雙胞胎妹妹，兄妹倆均為橙院家前代族長與年輕侍女私生的孩子，她擁有高等靈力且性情單純，是武流（武井）少數重視的親人之一。過去螢流曾與武流相依為命，飽受前代族長正妻的虐待，由於前代族長正妻試圖杯葛她嫁入更高階陰陽五家家族的聯姻機會，她為此被本家族人出賣，淪為吸引妖怪的活人餌而遭受重創，大妖怪天狗之長外法救治並擄走螢流，向武流提出用高等靈力的女子作為人質交換螢流的條件，隨後外法向螢流反覆誆稱武流拋棄她結婚成家，造成螢流陷入絕望而死，遺體則被外法吃掉。在故事第三章五行結界動亂篇中，武流帶菜菜緒與外法交涉時，對方僅交還螢流的遺骨，成為武流與外法為敵的轉捩點。事後菜菜緒探視入監的武流期間稱「螢流是另一個我，沒能獲得救援的我」。
橙院士郎（Daidaiin Shiro）
擔任皇國陰陽寮五番隊隊員的青年，沙羅的部屬。士郎個性內向，仰慕隊長沙羅。出身橙院家的結界守衛村莊，他在兒少時期曾經和當時在橙院家的武流（武井）有所交集，但在武流離鄉後連同其他族人被下達封口令禁止談論對方，直至忍和武流在皇都召喚妖怪引發動亂，見及後兩者合影的照片才恢復記憶。五行結界動亂篇出席隊長會議，經由沙羅支持出面說明有關武流的情報。
前代族長正妻
本名不明，對武流與螢流兄妹連同兩者的生母抱持敵意，帶頭排擠迫害母子三人的始作傭者，被本家族人暗中評為麻煩人物。後因將螢流出賣給商人作為吸引妖怪的活人餌，自身連同其他多數橙院家本家族人被獲悉真相的武流殺死。

## 皇國陰陽寮
本系列作裡守護「大和皇國」國境，保護人民免於被俱備危險性的妖怪危害的退魔特化國家維安組織，仰賴華族資助金援，總部位於國土中央的皇都，立場和同樣負責國家安全的陸軍不合。「皇國陰陽寮」底下區分多個部門，其中退魔部隊總共有13個番隊，固定每年舉辦隊長會議討論維安策略，分成不同的職責，壹番隊至参番隊的主要職責為皇都防備，其中参番隊肩負妖怪出沒時張開和維持結界防禦限制行動的責任，四番隊主掌情報蒐集和防備戰略，五番隊至九番隊擔任地方防衛，十番隊至十三番隊則是執行五行結界以外地區的極機密任務，隊長之下還會設置副隊長和隊員協助隊務。夜行和許多出身退魔家族的人士，還有認同組織理念的妖怪在該組織任職。名字來源取自古代日本律令制下的政府機構陰陽寮。
紅椿夜一郎、紅椿夜行、紅椿鷹夜、紅椿（黑條）小夜子
四者依序為皇國陰陽寮局長、退魔部隊壹番隊隊長、第一研究所所長、參番隊成員，詳參#紅椿家
綠川蓮太郎（Midorikawa Rentarou）
外號「皇國的番犬」，皇國陰陽寮退魔部隊貳番隊隊長。年輕容貌和實際年齡不符，綠髮藍瞳的男子，故事正篇初期30歲，生日3月30日。出身「陰陽後八家」排行第三位的綠川家分家三男，家族為減少養育人數將他派往皇國陰陽寮。為夜行的職場前輩兼沙羅的單相思對象。作者友麻碧在個人「X」帳號補述夜行和蓮太郎各自升遷為隊長前，蓮太郎曾經是夜行和部分隊員（達雄、一成、零時）當時所屬的十番隊副隊長。蓮太郎個性淡定富判斷力和紳士風度，擅長談判交涉，有時候會顯露威嚴的態度，是少數能牽制夜行、一成的隊長。他的擅用武器為狙擊槍，需要調查或戰鬥時會召喚名為「嚙姬」的式神協助他，但作為和「嚙姬」締結契約的代價必須永久保持單身。對夜行論及菜菜緒時容易變得過分健談與「嚙姬」的黏人行徑傷透腦筋。
蓮太郎在執行巡守任務期間為遭遇妖怪襲擊的達雄解危，探視負傷休養的夜行和對菜菜緒抱持深刻印象，警告夜行有關妖怪經常襲擊人類女性的特性和五行結界的異常動態。他在忍私訪皇國陰陽寮總部引發騷動的過程中，曾暗示夜行不可開罪資助陰陽寮的齋園寺家，以公家立場不得收受私人餽贈為由拒收忍帶來的高級料理，派遣隊員護送忍作為賠禮被拒。五行結界動亂篇出席隊長會議討論應對武井的策略，由於菜菜緒在現場被檢測出高靈力反應而一度處於警戒狀態，及時因為鷹夜出面解釋化解誤會，參與討伐武流（武井）的行動。
嚙姬（Kamihime）
蓮太郎的專屬上級女性狼式神，擁有敏銳的聽覺和嗅覺。深愛和對蓮太郎擁有強烈占有慾，一旦有女性親近蓮太郎便會顯現攻擊慾望。
栗宮達雄（Kurimiya Tatsuo）
皇國陰陽寮退魔部隊貳番隊新進成員，擔任聯絡員的職責，為夜行的職場後輩。出身「陰陽後八家」的栗宮家，是皇國陰陽寮第一研究所人員栗宮日向的弟弟。作者友麻碧在個人「X」帳號補述達雄過去曾經在蓮太郎、夜行當時所屬的十番隊擔任隊員。達雄個性開朗衝動愛吃東西，但思維欠缺慎密不擅觀察社交氣氛，他對貴族們的任性作風頗為不滿。擅用武器為刀。
達雄在執行巡守任務期間遭遇五行結界內側的強大妖怪襲擊，獲得夜行和蓮太郎解危脫險，探視負傷休養的夜行和對菜菜緒抱持深刻印象。他在菜菜緒和後鬼攜帶便當慰勞夜行和皇國陰陽寮成員的事件中，以能夠大幅提升狀態為由推薦隊員們品嚐菜菜緒準備的菜餚。曾因為忍試圖逼迫夜行吸血的舉動，誤認夜行婚姻出軌，經由夜行和菜菜緒說明釐清誤會。五行結界動亂篇隨同蓮太郎出席隊長會議，參與討伐武流（武井）的行動。
黑條卑彌子、黑條夏彦
兩者依序為皇國陰陽寮退魔部隊參番隊的隊長和副隊長，詳參#黑條家
桃之井亞門 / 翠天宮亞門（Momonoi Amon / Suitengu Amon）
外號「皇國的軍師」，皇國陰陽寮退魔部隊四番隊隊長，配戴眼鏡的男子。幸臣的上司和瑪利亞的同期。故事正篇初期35歲。出身「陰陽五家」的翠天宮家，由於成為排名「陰陽後八家」第二位的桃之井家上門女婿，改從妻族姓氏。作為現任隊長們的統帥，亞門為人嚴格，抱持理性思維和重視責任，擅長分析策略但行事欠缺顧慮他人感受，有時會招致沙羅和瑪利亞的教訓。在齋園寺家遭受嚴懲和武流（武井）逃逸後，他在五行結界動亂篇負責主持隊長會議討論應對武井的策略，未經夜行同意便指派幸臣將菜菜緒帶來隊長會議現場進行調查，公然揭露菜菜緒曾被妖怪綁架殘留「妖印」和試著深究詳細經過的舉動引起夜行和部分隊長們的反感，及時因為卑彌子出面調停才作罷，被看不下的沙羅和瑪利亞出手教訓了一頓。在朱鷺子變化成大妖怪型態、武流擄走菜菜緒期間，向夜一郎指出擁有高等靈力的菜菜緒落入敵方手中的嚴重性，令夜一郎同意讓夜行優先救出菜菜緒。
覺
亞門的式神，在本作形象是貓頭鷹外型的妖怪，擅長讀取指定對象的心理，被皇國陰陽寮任用擔綱偵訊測謊的職責。
翠天宮英世、翠天宮幸臣、翠天宮沙羅
三者依序為皇國陰陽寮附屬醫院駐診醫生、退魔部隊四番隊諜報部成員、退魔部隊五番隊隊長，詳參#翠天宮家
橙院士郎
皇國陰陽寮五番隊隊員，詳參#橙院家
菊大路一成（Kikuoji Issei，聲：內田雄馬（宣傳片））
外號「皇國的鳴神」。皇國陰陽寮退魔部隊六番隊隊長。短髮與雙瞳皆為金色的青年。故事正篇初期25歲。一成個性外向且血氣方剛，但思路偏向單純和富有人情味，有擅長學習的一面，苦於自己的異性緣分欠佳。出身淺草地區，為當地名門兼「陰陽後八家」排名第五位的菊大路家嫡子兼次任當家，已知家人有個性豪邁、現任菊大路家當家的父親康成（やすなり），還有強勢且關切其姻緣的母親千代美（ちよみ）。自出生受風神和雷神賜福而俱備「風神雷神之才」，對照顧他成長的家族和當地居民抱持深厚感情。他在陰陽學校求學時期與同期的夜行、零時交手後體認實力差距，從此對夜行抱持競爭意識，亦和夜行、零時是前任十番隊的戰友，負責在夜行與零時之間擔任維持平衡的角色，迄今對十番隊時期的上司蓮太郎仍有幾分畏懼。知曉夜行許多年少時期的黑歷史。擅使附有雷電之力的寶刀施展雙劍流進行攻防和群體戰，也能作出諸如降下落雷等攻擊手段。
他在五行結界動亂篇向夜行釐清部屬宗佑並未參與白蓮寺一族迫害菜菜緒的事件，出席隊長會議討論應對武井的策略並制止夜行向試圖調查菜菜緒的亞門動粗，由於菜菜緒在現場被檢測出高靈力反應而一度處於警戒狀態，及時因為鷹夜出面解釋化解誤會，並在事後為自身衝動行事和亞門的作為向菜菜緒致歉。在大江戶花火大會事件招待夜行、菜菜緒和同僚們至家鄉作客，參與討伐武流（武井）和協助夜行對抗大妖怪化的朱鷺子守護淺草地區。
白蓮寺宗佑
皇國陰陽寮六番隊隊員，詳參#白蓮寺家
青樹玄龍（Aoki Genryu）
外號「皇國的蒼龍」，皇國陰陽寮退魔部隊七番隊隊長，梳著黑色背頭的嗜煙中年男子，為皇國陰陽寮的資深隊長，故事正篇初期40歲。出身「陰陽後八家」排名第四位且祭祀青龍的青樹家，他有一名妻子，以劍術見長，原有意申請退休但未能獲得核准。他在五行結界動亂篇出席隊長會議討論應對武井的策略，由於菜菜緒在現場被檢測出高靈力反應而一度處於警戒狀態，及時因為鷹夜出面解釋化解誤會。
藤堂瑪利亞（Fujidō Maria）
外號「皇國的聖母」，皇國陰陽寮退魔部隊八番隊隊長兼藤堂家現任家主。故事正篇初期35歲，生日4月30日。特徵是金髮紫瞳，擁有一半英國血統的混血女性。她是翠天宮幸臣的阿姨和亞門的同期，被幸臣稱呼阿姨時會很生氣。瑪利亞個性自命不凡，作風強勢但不失對弱勢者的關懷。她不俱備「五大咒術」的適性，但擁有被小夜子評價為卓越的物理怪力、靈力、劍術和領導能力。已離婚育有兩名孩子。出身「陰陽後八家」排行第五位的藤堂家本家（小說版第2卷補述藤堂家為原「陰陽五家」之一），母親是英國人，自幼接受戰鬥訓練，過去曾因為本家指示和某位暴發戶結婚並一度離開皇國陰陽寮，但由於討厭夫家的守舊兩性觀念和多番貶抑她的作為，為爭取離婚和撫養孩子憤而威脅夜一郎協助她安排一切，如願離婚回歸皇國陰陽寮任職，此事令她獲得皇國陰陽寮女性成員的敬重與連帶提升女性成員的待遇。。
在白蓮寺家遭受嚴懲從「陰陽五家」降格後，藤堂家獲得提拔遞補為「陰陽五家」的家族之一，瑪利亞帶領所屬隊伍作為「五行結界」守衛進駐「白蓮寺之鄉」兼監視白蓮寺一族，負責照顧著琴美，對菜菜緒的高等靈力留下深刻印象。五行結界動亂篇出席隊長會議討論應對武井的策略，由於菜菜緒在現場被檢測出高靈力反應而一度處於警戒狀態，及時因為鷹夜出面解釋化解誤會，偕同沙羅出手教訓對菜菜緒作出冒犯舉動的亞門，亦開始和菜菜緒交好並參與討伐武流（武井）的行動。
緋野久兵衛（Hino Kyubei）
外號「皇國的陽炎」，皇國陰陽寮退魔部隊九番隊隊長，留著褐色短髮，配戴花紋半面罩遮掩下半臉部的男子，故事正篇初期29歲。出身「陰陽後八家」排行第七位的緋野家，是夜行、一成、零時的前輩。他在五行結界動亂篇出席隊長會議討論應對武井的策略，由於菜菜緒在現場被檢測出高靈力反應而一度處於警戒狀態，及時因為鷹夜出面解釋化解誤會。
?
皇國陰陽寮十番隊隊長，缺席隊長會議的隊長之一。
?
皇國陰陽寮十一番隊隊長，缺席隊長會議的隊長之一。
?
皇國陰陽寮十二番隊隊長，缺席隊長會議的隊長之一。
京極零時（Kyogoku Reiji）
外號「皇國的死神」、「預言之子」，皇國陰陽寮退魔部隊十三番隊隊長，外型是佩戴頭巾眼罩覆蓋右眼的青年，故事正篇初期25歲，生日9月16日。平常言談表現溫和與看似玩世不恭，嗜賭如命，但本性重義氣，面對敵對妖怪則會顯現殘酷腹黑的一面。出身「陰陽後八家」排行第一位的京極家，是小雪的兄長和夜行同日出生的摯友，同時和夜行、一成是陰陽學校的同期兼前任十番隊的戰友，三者均被隊長們評為實力前三名的隊長。平常和所屬番隊在「五行結界」之外的小田原宿地區執勤，於五行結界動亂篇缺席隊長會議，在菜菜緒被武流（武井）擄走後，支援夜行作戰和參與救援行動，協助尋回「滑瓢的打掛」和負責制服武流，審訊拷問被俘虜的天狗攸關被武流綁架的其他女子的下落。
京極小雪（Kyogoku Koyuki）
擔任十三番隊聯絡職責的皇國陰陽寮成員，外型是綁著雙馬尾髮型的年輕女性。出身「陰陽後八家」的京極家，是零時的妹妹，個性正經，對哥哥零時沉溺賭博頗有不滿和時常糾正吐槽對方。五行結界動亂篇向零時通報大妖怪滑瓢現身「五行結界」內側、淺草施加封鎖結界和菜菜緒被武流（武井）擄走的訊息，使零時動身支援夜行。在夜行、菜菜緒、零時駐留小田原宿地區驛站期間警示天狗眷族來襲。
栗宮日向（Kurimiya Hinata）
皇國陰陽寮的第一研究所女性人員，擔任鷹夜的研究助理。出身「陰陽後八家」的栗宮家，為栗宮達雄的姊姊。日向個性活潑富好奇心，和作為上司的鷹夜互動良好，因為弟弟達雄的影響，對菜菜緒及其製作的料理抱持濃厚興趣。五行結界動亂篇協助招待拜訪研究所的夜行和菜菜緒並說明「竹籃珠」的開發概念，在隊長會議與鷹夜輔助菜菜緒測量靈力，但在不知情的狀態被武流（武井）列入鷹夜的潛在婚戀候選者調查報告與呈報給朱鷺子，遭朱鷺子趁著大江戶花火大會持刀襲擊獲得鷹夜挺身保護，尋求路人協助將鷹夜送醫，譴責朱鷺子控制傷害子女的作為不配作為母親。
一二三（Hifumi）
低階的天竺鼠妖怪，雌性，族群間能藉由發出訊號讓同夥知曉所在的位置。被鷹夜為首的皇國陰陽寮研究所人員當成寵物照顧，安置在研究所，皇國陰陽寮研究所人員從其散發訊號的特性獲得啟發開發防身靈具「竹籃珠」。

## 大和皇國其他相關者

### 皇室相關者
統治「大和皇國」的皇室。與紅椿家立有「不讓紅椿家絕後」，會安排皇室女性和紅椿家通婚的契約。
前代大和皇國皇帝
本名暫不詳，「大和皇國」的前任統治者。夜行四兄妹的母方伯（叔）公，故事開始前已逝世。生前將對紅椿家一無所知的姪女朱鷺子許配給夜一郎，間接成為朱鷺子生下夜行後性情驟變、在紅椿家的人際關係處於窘境的肇因。
朱鷺子的母親
本名不詳，夜行四兄妹的母方祖母，故事開始前已逝世。她出身將軍家，嫁入皇室並生下女兒朱鷺子，將其視為結合皇家與將軍家的完美體現。她在過世前叮囑朱鷺子務必確保延續後代，將通稱「滑瓢的贈禮」的系列物品（耳飾、打掛、丹藥）轉讓給她，但是朱鷺子對母親遺言的曲解，導致她養成習以出身判斷他人價值的偏見。
朱鷺子
前代大和皇國皇帝的姪女，詳參#紅椿家
現任大和皇國皇帝
本名暫不詳，「大和皇國」的現任統治者。在本篇中一度成為齋園寺公爵的暗殺目標。

### 華族相關者
綾小路真澄（Ayanokōji Masumi）、綾小路香代（Ayanokōji Kayo）
擁有華族頭銜的軍人家族綾小路家成員。真澄是綾小路家的繼承者亦為陸軍少尉，故事正篇初期25歲，生日2月9日。他是香代的孫子和忍的母方表兄，在作品中被描寫為個性認真誠實和喜歡紅豆類甜食，香代評價其擁有相當高的靈力，蓮太郎則形容他為「既笨拙又正直的男人」。香代是繼承母親（菜菜緒的曾祖母的姊姊）的白蓮寺家血統並與紅椿家有親戚關係的伯爵夫人，故事正篇初期68歲，生日2月19日。她是真澄的祖母和忍的母方祖母，個性慈善且沉穩端莊，在「大和皇國」上流社交界具有影響力，然而天生偏高的靈力令身體逐漸產生負擔。由於這層親戚關係，綾小路家和齋園寺家都與紅椿家、白蓮寺家有遠親關係。祖孫倆皆不認同忍的行事作風。
故事前期的真澄和夜行不睦，但對菜菜緒留下深刻印象。在妖怪襲擊華族晚會期間，真澄協助保護忍離開現場，香代則被妖怪傷及腳部形成詛咒而住院接受英世的治療。因為菜菜緒偶然幫助了不慎跌倒的香代，真澄與香代祖孫倆開始和她交好，菜菜緒向兩者分享親製牡丹餅、建議真澄留意健康問題並贈與香代親手紀錄的食譜，讓獲悉忍多度冒犯紅椿家的祖孫倆在茶會公開訓斥忍與維護夜行、菜菜緒，為菜菜緒遭妖怪刻下「妖印」受人迫害的際遇痛心。事後真澄為忍做出包含在公眾場合揭露菜菜緒過往經歷與向夜行提出無理要求在內的行徑，向夜行下跪賠罪，香代亦為此向在場人士下達封口令不得張揚此事。小說版第2卷末與漫畫單行本第7卷附錄番外篇補述真澄跟著皇國陰陽寮成員將與武流（武井）串通、意圖對菜菜緒不利未遂的忍帶去接受偵訊，真澄與香代探視夜行和菜菜緒期間再度為忍的作為致歉，香代則透露綾小路家為菜菜緒的遠親與齋園寺家已受懲處的消息，她不僅獲得夜行的敬重和持續支持菜菜緒，還邀請菜菜緒指導料理並向紅椿夫妻獻上祝福。
齋園寺忍（Saionji Shinobu）
齋園寺忍是本系列故事第二章「齋園寺忍篇」主要事件的相關角色之一，擁有白蓮寺家血統的齋園寺家千金。她是香代的外孫女兼真澄的堂妹，也是夜行的前任婚約者。故事正篇初期22歲，生日3月20日。忍在作品中被描述為外型出眾的社交名媛，她幼年喪母受父親齋園寺公爵溺愛，使其性格呈現驕縱、難以聽取他人意見和仰仗家族權勢的傾向，被夜行等人認為具備自戀主義特徵。過去曾經由家族安排與夜行締結政治婚約，但因無法忍受被吸血及與夜行不睦，經夜一郎允許主動取消婚約，透過朱鷺子牽線和鷹夜訂婚。她平時依賴武流（武井）為其出謀劃策，對香代則抱持忌憚態度。在小說版第2卷補述在皇都的女校求學。
忍在妖怪襲擊華族晚會期間被夜行所救，此後單方面解除和鷹夜的婚約。她經由武流陪同探視夜行並獲悉菜菜緒的存在，為排除菜菜緒成為夜行的正室，她採取了指示報社發佈與夜行訂婚的假新聞、將夜行作為直屬護衛刁難和在社交茶會公開譏諷菜菜緒被妖怪綁架殘留「妖印」而受迫害的經歷等行為，這些舉動讓她飽受非議，她仍偕同武流在皇都設局利用他提供的「召喚之笛」召喚妖怪危及民眾和陷害嘗試保護但指責她的菜菜緒，及時因為夜行帶領式神和皇國陰陽寮成員趕來解危、現場目擊者出面指證令計劃失敗，被帶回皇國陰陽寮偵訊供述了武流受齋園寺公爵聘雇執行暗殺任務及其教唆她的真相，加上齋園寺公爵被揭發策劃牽涉皇都與意圖暗殺皇帝的計劃，忍被判處和父親相同的罪名入獄服刑。事後武流在五行結界動亂篇嘲諷齋園寺家咎由自取。
齋園寺静雄（Saionji Shitsuo）
齋園寺靜雄是齋園寺家的時任當家，忍的父親，通稱「齋園寺公爵」，其名字於小說版第2卷中被提及。家族於故事前期位列「大和皇國」華族最高階級「公爵」。他是長期提供鉅額捐款維持皇國陰陽寮運作的關鍵人物，妻子（香代的女兒）過世後，對獨生女忍過於溺愛導致其個性驕縱，唯獨在岳母香代的面前無法強勢。在故事開始的兩年前，他聘雇化名「武井」的武流服侍家族。
在本篇中，他獲得提拔升格為大蔵大臣，實則為求仕途和地位，暗中命令武流（武井）執行暗殺任務。小說版第2卷補充，在妖怪襲擊華族晚會後，他因忍的哭訴而選擇解除她與鷹夜的婚約，然而當他準備再次向紅椿家提親，讓忍與夜行訂婚時，卻遭到夜一郎的回絕。隨著忍和武流在皇都召喚妖怪引發危險事件，武流在逃亡前遺落齋園寺公爵的不法證物，連帶牽扯出其罪行導致他仕途和地位盡毀，家族也被褫奪爵位而沒落，最終他因被揭發策劃涉及皇都與意圖暗殺皇帝的陰謀，被囚禁於某處偏僻島嶼服刑。

## 神明相關
三寶荒神（三寶荒神，Sanboukoujih）
「大和皇國」的信仰中，主司火焰和爐灶的神明。「陰陽五家」由靈力最高的女性早晨沐浴淨身，負責向該神明祈禱淨化食材和透過烹飪將靈力注入食材，製作讓家主、家族成員、訪客等人維持充足靈力的膳食，為「陰陽五家」約定俗成的慣例兼儀式。名字在小說第1卷提及。
風神（風神，Fuujih）、雷神（雷神，Raijih）
「大和皇國」的信仰中，分別主司風和雷電的神明，後者的化身為老虎。兩者能引起諸如暴風雨等天氣現象，為淺草地區居民普遍信仰的當地守護神。
稻荷神（稻荷神，Inarinokami）
「大和皇國」的信仰中，主司穀物的神明。

## 其他妖怪相關
妖蟲（妖虫，Youchiyuu）
外型似飛蛾，擁有擬態能力和群聚習性，鱗粉含有詛咒性劇毒的蟲型妖怪，嗜食人肉，尤其是嬰兒，高靈力者可識破其偽裝。在故事第一章夜行拜訪白蓮寺家邂逅菜菜緒期間，穿過結界空隙襲擊白蓮寺本家宅邸的人們，被夜行識破偽裝後消滅。
天狗（天狗，Tengu）
曾經在「大和皇國」開國前被視同神明，但是族群女性稀缺的大妖怪，特徵是背部長有雙翼，力量超過普通人類且擁有操控風的力量。弱點是害怕奉獻給神明的料理的靈力，尤其是鯖魚。族群在開國後與人類發生衝突而遷居「五行結界」外界的富士山地區，連「皇國陰陽寮」都會迴避與之作戰。被武流懷疑為對菜菜緒殘留「妖印」的妖怪。
外法（外法，Gehou）
外法是故事第三章「五行結界動亂篇」的主要反派角色之一，為大和天狗的族長。他習慣配戴半邊面具掩蓋左臉，性格高傲且目空一切，喜愛操弄他人心理造成目標絕望，將人類視同低等生物，擁有令死者復生的能力。過去他將橙院武流（武井）與螢流兄妹倆帶往五行結界以外的富士山地區，運用自身力量救治螢流並將其扣留為人質，還一度重創再治癒嘗試阻止他的武流，提出用高等靈力女子作為人質交換螢流的條件。後來於五行結界動亂篇中，他會晤武流與被作為交換螢流人質的菜菜緒期間，對菜菜緒額頭上被大妖怪刻下的「妖印」產生疑問，隨後將螢流的遺骨交給武流，坦承自己為了吃掉螢流刻意操弄兄妹倆的事實，令獲知真相的武流進而與外法為敵。外法隨後派遣天狗們追擊武流與菜菜緒。
滑瓢（滑瓢，Nurarihyon）
擁有能夠隱藏行蹤身形、從他人記憶消除自身存在的能力，被記錄在大和皇國史籍的人型大妖怪之一，同時是朱鷺子的祖先之一。本作中設定其久遠前擔任某個將軍家族的講師，因將軍家族將女兒許配給滑瓢為妻，作為回報將名為「滑瓢的贈禮」的三項物品（打掛、耳飾、丹藥）贈與將軍家族，使「滑瓢的贈禮」得以代代相傳至混血末裔朱鷺子的手裡。
; 金色螢（金色蛍，Konjikihotaru）
外型似螢火蟲，渾身散發金色光芒的低階蟲型妖怪，容易被高等靈力的女子吸引。

## 迴響與解讀
外界對作中的角色刻畫有所評論和解析，在有聲漫畫版飾演菜菜緒的配音員羊宮妃那於個人「X」平台寫道，菜菜緒充滿善意的特質和成長過程道出的話語是她認為多度觸動人心和印象深刻之處。作家「うるける伊達」在講談社網站刊登的個人著作評論文章分別將夜行和菜菜緒論作「真誠而善良的男子」、「擁有堅強精神一面的少女」，但評稱麗人屬於失去重要事物才能體認重要性的人格特質。
日本娛樂新聞網站「ciatr」駐站作家中野ユウ在評析文章段落指稱夜行對菜菜緒而言，是首位接受她的英雄，而且兩者無論遭遇何種困難都能堅持這段感情是彌足珍貴之處，但同時批評麗人對待菜菜緒的舉動展現出自私自利的一面與齋園寺忍自我中心的態度行為。美國動漫新聞網站「Anime UK News」的駐站作家Sarah在針對漫畫單行本第1卷的評論寫道，在人物刻畫方面，雖然作者和繪者以極具吸引力的藝術風格對菜菜緒進行了同情性的描繪，但是菜菜緒在第一章的表現較像受害者，以至於讀者們暫時無法在第一章了解更多菜菜緒的細節。Sarah評論夜行承諾在他和菜菜緒正式結婚前不會發生性關係的舉動，呈現體貼的一面，而菜菜緒知曉夜行的秘密能勾起讀者對兩者的婚姻走向的好奇心，她亦寫道漫畫單行本第1卷附錄短篇《菜菜緒的夜行大人觀察日記》讓人聯想到夏綠蒂·勃朗特筆下作品《簡·愛》中女主角簡·愛與男主角愛德華·費爾法克斯·羅徹斯特的互動，而菜菜緒在該附錄篇章顯現如同簡·愛般沈靜自信和敏銳的智慧。
英語動漫新聞網站動畫新聞網的Dee和Rebecca Silverman亦各別對作中角色分別評論，Dee在評論漫畫單行本第1卷的角色和刻畫手法時，評稱女主角菜菜緒在漫畫單行本第1卷的人物刻畫是典型的需要他人拯救的灰姑娘類型角色，而菜菜緒的親族除父親以外，多半被描繪成性格惡毒的形象，反觀夜行透露出性格的靦腆之處，還有和菜菜緒同樣因為背負的詛咒建立情感聯繫，在有機會成為故事的核心亮點，但除此之外，這些角色很難讓人留下深刻印象，亦在評析文章寫道除非是菜菜緒開始展現主動性和目標，而非單純的為丈夫奉獻血液與做飯，否則他不會繼續追蹤該作品。同為動畫新聞網撰寫漫畫單行本第1卷評析文章的Rebecca Silverman則稱道，表姊曉美忌妒折磨和故意陷害菜菜緒讓她遭受妖怪詛咒，是非常經典的「惡毒姊姊」的形象，比起《灰姑娘》過之無不及，甚至和諸如《白新娘與黑新娘》等類型民間故事相似，但是麗人本身也不是什麼好人。Rebecca亦指稱夜行確實有心幫助菜菜緒，但是他在漫畫單行本第1卷中表現那種酸言酸語的個性讓他更像是典型的“黑暗系王子”，而不是真的個性使然，Rebecca評析夜行向菜菜緒伸出援手，雖然有部分是想從菜菜緒的家族迎娶新娘，但是夜行是真心在乎菜菜緒且真誠地想幫助一個深陷困境的人。

## 備註
1. ↑  漫畫官方「X」平台最初於2025年4月公佈菜菜緒的生日為4月2日[10]，後續於公式設定集更正為4月8日[設定集 1]
2. ↑  在五行結界動亂篇與橙院武流（武井）臨時躲避天狗追擊期間，武流（武井）揶揄菜菜緒烹調的芋頭和湯品味道欠佳，被菜菜緒斥責「現在不是在乎飲食滋味的時候」[漫 8]
3. ↑  本系列作世界觀設計中，各類物質與生物均有各自的靈力屬性，其中「陰陽五家」的傳統料理均為守護家主所設計。小說版更補述「陰陽五家」成員為家主製作的膳食，必須兼顧美味、確保家主整日的靈力充足、充沛運用食材屬性守護家主始算合格[漫 12][漫 11][小說 1]。
4. ↑  夜行在作中說明該面具是白蓮寺家剝奪受害者尊嚴和不讓年輕族人同情受害者的措施，卸除面具後由夜行提供化妝品和英世定期開立藥方掩蓋「妖印」的氣味[漫 14][漫 15]。
5. ↑  作者友麻碧於2024年2月在個人「X」平台公佈漫畫第12話和小說第1卷尾聲為故事第一章尾聲[32]
6. ↑  漫畫版麗人是在菜菜緒嫁給夜行正式離開白蓮寺家之前，在家族會議提議納其為妾遭受清人、富美子反對。在小說版第1卷則是麗人在菜菜緒嫁給夜行離開白蓮寺家翌日，發現曉美料理手藝差勁，希望讓菜菜緒掌廚而在白蓮寺家族會議提議納後者為妾被清人、富美子駁回[小說 8][漫 14]